# エサール州

エサール州

エサール州（エサールしゅう、英語: State of Ngchesar）は、パラオ共和国の州の一つ。

## 概要
バベルダオブ島東側に位置し、パラオの首都であるマルキョク州の南に、またロマン・トメトゥチェル国際空港のあるアイライ州の北に隣接する。土地が肥沃で、日本統治時代には南洋拓殖の拓殖移民事業の一環として南洋庁指定開拓村でもある「清水村」という日本人村が存在していた。
地形は急峻で熱帯雨林に覆われている。海岸部はマングローブが発達している。
2020年の時点で人口は319人で、州都はNgerkeaiである。パラオ16州の中で面積が6番目に大きい州である。